# Philippe II de Montfort-Castres
Pour les articles homonymes, voir Philippe de Montfort.
Philippe II de Montfort, né vers 1225, mort à Tunis le 25 septembre 1270, fut seigneur de la Ferté-Alais, de Bréthencourt et seigneur de Castres-en-Albigeois de 1239 à 1270 et comte de Squillace de 1268 à 1270. Il était fils de Philippe Ier de Montfort, seigneur de la Ferté Alais, de Bréthencourt et de Castres et d'Éléonore de Courtenay.
Quand il devint majeur, son père lui donna ses domaines en France et partit en Terre sainte, où il devint seigneur de Toron et de Tyr. Il fonda à Castres le couvent de Saint-Vincent des frères précheurs en 1258, puis combattit sous les ordres de Charles d'Anjou à la conquête du royaume de Sicile de 1266 à 1268. Celui-ci le fit comte de Squillace, en Calabre. À son retour, il fit construire le château de Roquecourbe, puis fonda la bastide de Técou. Il accompagna Saint-Louis dans la huitième croisade et y mourut de maladie.
Il avait épousé Jeanne de Lévis-Mirepoix (morte le 30 juin 1284), fille de Guy II de Lévis, seigneur de Mirepoix, et de Jeanne, et eut :
- Jean de Montfort (mort en 1300), comte de Squillace, seigneur de Castres, de la Ferté-Alais, etc. ;
- Simon de Montfort (mort en 1274), seigneur de Castres en partie, mort sans postérité ;
- Jeanne de Montfort (morte en 1300), mariée en 1268 à Guigues VI d'Albon (mort en 1278), comte de Forez, puis en 1278 à Louis Ier de Savoie, baron de Vaud ;
- Laure de Montfort (morte avant 1300), mariée à Bernard VII (mort en 1312), comte de Comminges ;
- Éléonore de Montfort (morte après 1338), dame de Castres, mariée à Jean V (mort en 1315), comte de Vendôme

## Sources
- http://fmg.ac/Projects/MedLands/JERUSALEM%20NOBILITY.htm
- http://generoyer.free.fr/H-PhilippedeMONTFORT.htm